# Sueño de una tarde dominical en la Alameda Central
Sueño de una tarde dominical en la Alameda Central es un mural realizado por Diego Rivera (1886-1957) en 1947. Es la principal obra en exhibición permanente del Museo Mural Diego Rivera.El mural fue un encargo del arquitecto Carlos Obregón Santacilia para el comedor principal del Hotel del Prado, ubicado en la avenida Juárez frente a la Alameda Central. La temática planteada en el mural es un paseo de cuatro siglos de historia mexicana combinada con la del artista. Este relato tiene como escenario principal el emblemático parque de la Alameda Central de la Ciudad de México, por su cercanía al Hotel del Prado y por ser testigo de sucesos trascendentales en la historia mexicana. Rivera presenta a través de una composición con lectura de izquierda a derecha la síntesis de la historia de la Alameda, compuesta por más de cien personajes, de los cuales, cerca de cincuenta han sido identificados. El relato visual presenta los sueños de sus personajes en el pasado, presente y futuro, desde la Conquista y la Santa Inquisición hasta la modernidad de la primera mitad del siglo XX.

## Historia
El mural fue realizado por iniciativa del arquitecto Carlos Obregón Santacilia. Su ubicación original fue el salón Versalles del Hotel del Prado, que se localizaba frente a la Alameda Central. Posteriormente, fue trasladado al vestíbulo del hotel donde se exhibió hasta que el edificio fue dañado por el terremoto de México de 1985. El mural fue rescatado en 1986 y trasladado a su ubicación actual, ubicado en la Plaza de la Solidaridad, espacio construido después de la demolición de los restos del Hotel Regis, que se destruyó totalmente durante el terremoto.

## Descripción
El mural representa al artista, quien se autorretrató como un niño, paseando en la Alameda Central acompañado de aproximadamente de más de 100 personajes emblemáticos de 400 años de la Historia de México. 

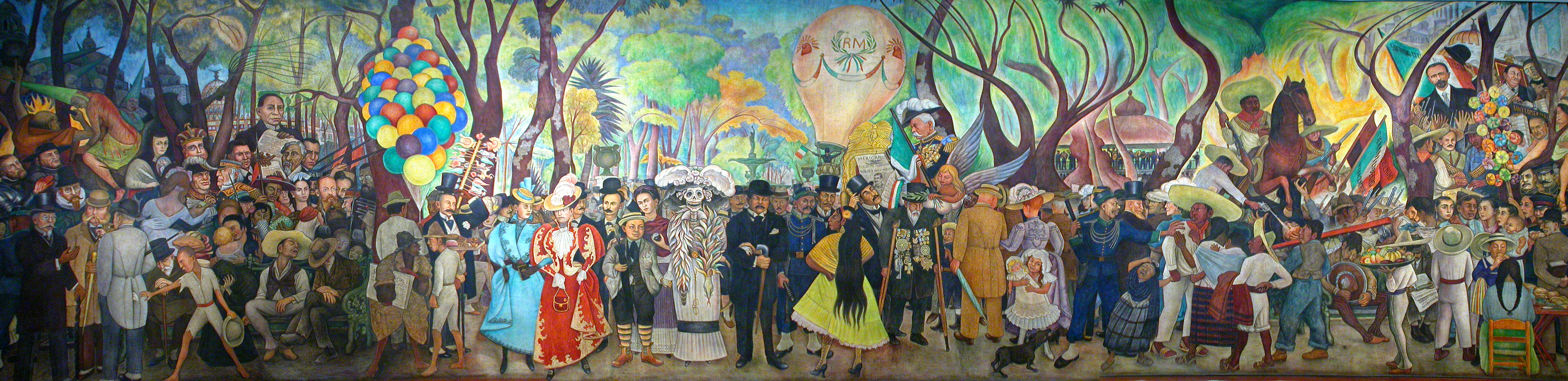
Mural de Diego Rivera, una tarde dominical en la Alameda Central

La figura central es La Catrina, con una estola de plumas que evoca a Quetzalcóatl, del brazo de José Guadalupe Posada y de la mano de Diego Rivera. Detrás de Diego, Frida Kahlo sostiene en su mano el símbolo del yin y yang mientras abraza maternalmente a Diego. A su derecha se ve el saludo entre Manuel Gutiérrez Nájera y José Martí, escritores de la época. Entre ellos, las figuras femeninas más notorias, que son la hija y esposa de Porfirio Díaz. 
El sector izquierdo se ilustran la conquista, la época colonial, la independencia, la invasión norteamericana y la intervención europea, eventos en los que la Alameda Central tuvo una participación importante como escenario. Aparecen Hernán Cortés, fray Juan de Zumárraga, Sor Juana Inés de la Cruz, el Virrey Luis de Velasco y Castilla, el emperador Maximiliano con su esposa Carlota y Benito Juárez, entre otros.
El sector derecho evoca los movimientos campesinos, la lucha popular y la revolución. En dicho sector aparecen Porfirio Díaz, Francisco I. Madero, Emiliano Zapata, Ricardo Flores Magón y varios más.

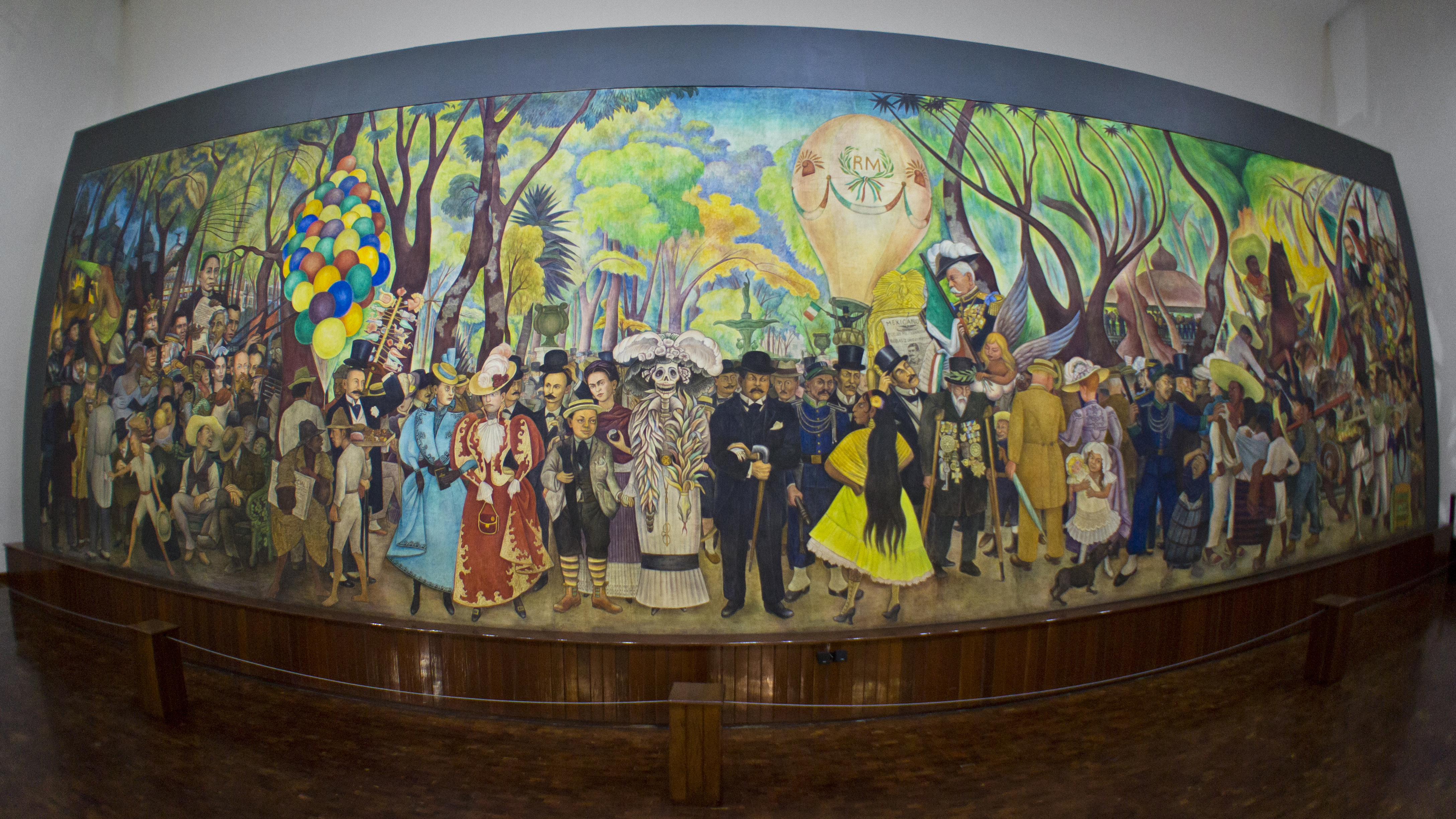
El Mural